# Ritchie Valens
Richard Steven Valenzuela (13. svibnja, 1941. – 3. veljače, 1959.) bio je američki pjevač, skladatelj i gitarist.
Ritchie Valens je bio pionir latino rocka,  specifične glazbene podvrste rocka s velikim uplivom tradicionalne meksičke glazbe. 
Njegova glazbena karijera trajala je svega osam mjeseci. U tom kratkom vremenu imao je niz velikih uspješnica poput skladbi La Bamba, Donna i Come On, Let's Go.
3. veljače, 1959., na dan koji se danas u Americi naziva - The Day the Music Died, Valens je poginuo u zrakoplovnoj nesreći, pri padu malog zrakoplova u Iowi zajedno s legendama američkog rocka Buddy Hollyem i The Big Bopperom.

## Singlovi
- "Come On, Let's Go" (1958.)
- "Donna / La Bamba" (1958.)
- "Fast Freight / Big Baby Blues" (1959.)